# BAR 004
La BAR 004 è la quarta monoposto di Formula 1 prodotta dalla British American Racing, realizzata per partecipare al campionato mondiale di Formula 1 2002.

## Tecnica
La realizzazione della vettura venne affidata a Malcolm Oastler. Come propulsore fu impiegato un RA002E V10, il quale era più leggero, più potente e con un baricentro più basso rispetto al motore dell'anno precedente. Era gestito da un cambio BAR/Xtrac sequenziale a sette rapporti e l'impianto frenante era costituito da freni a disco in carbonio.

## Stagione
Vengono confermati i piloti della stagione precedente, Jacques Villeneuve e Olivier Panis. Il team manager Craig Pollock viene invece sostituito da David Richards. La vettura però si rivela scarsamente competitiva, ed il team BAR rimane l'unico fino al Gran Bretagna a non aver conquistato punti. In quella gara Jacques Villeneuve conquista il miglior risultato della stagione con un quarto posto, mentre Panis fu quinto. La stagione si conclude all'8º posto.

## Risultati in Formula 1
| Anno | Team                    | Motore               | Gomme | Piloti     |     |     |     |     |     |     |     |     |    |   |     |     |     |    |   |    |     | Punti | Pos. |
| ---- | ----------------------- | -------------------- | ----- | ---------- | --- | --- | --- | --- | --- | --- | --- | --- | -- | - | --- | --- | --- | -- | - | -- | --- | ----- | ---- |
| 2002 | British American Racing | Honda RA002E 3.0 V10 | B     | Villeneuve | Rit | 8   | 10  | 7   | 7   | 10  | Rit | Rit | 12 | 4 | Rit | Rit | Rit | 8  | 9 | 6  | Rit | 7     | 8º   |
| 2002 | British American Racing | Honda RA002E 3.0 V10 | B     | Panis      | Rit | Rit | Rit | Rit | Rit | Rit | Rit | 8   | 9  | 5 | Rit | Rit | 12  | 12 | 6 | 12 | Rit | 7     | 8º   |